# Mount Luders
Mount Luders är ett berg i Antarktis. Det ligger i Östantarktis. Australien gör anspråk på området. Toppen på Mount Luders är 1 631 meter över havet.
Terrängen runt Mount Luders är platt norrut, men söderut är den kuperad. Trakten är obefolkad. Det finns inga samhällen i närheten.